# أوفه الكسندر بيلينغتون
أوفه الكسندر بيلينغتون (بالنرويجية البوكمول: Ove Alexander Billington)‏ هو ملحن وعازف بيانو نرويجي، ولد في 10 أغسطس 1979 في فريدريكستاد في النرويج.

## وصلات خارجية
- الموقع الرسمي
- أوفه الكسندر بيلينغتون على موقع ميوزك برينز (الإنجليزية)